# IC 1267
IC 1267 је спирална галаксија у сазвјежђу Змај која се налази на листи објеката дубоког неба у Индекс каталогу.
Деклинација објекта је + 59° 22' 21" а ректасцензија 17h 38m 45,9s. Привидна величина (магнитуда) објекта IC 1267 износи 13,4 а фотографска магнитуда 14,2. IC 1267 је још познат и под ознакама UGC 10937, MCG 10-25-77, CGCG 300-56, PGC 60635.